# 拉沙佩勒埃尔米耶
拉沙佩勒埃尔米耶（法語：La Chapelle-Hermier，法語發音：[la ʃapɛl ɛʁmje]）是法国卢瓦尔河地区大区旺代省的一个市镇，位于该省西部，属于莱萨布勒多洛讷区。

## 地理
拉沙佩勒埃尔米耶（46°41'1"N, 1°43'13"W）面积17.94 平方千米，位于法国卢瓦尔河地区大区旺代省，该省份为法国西部沿海省份，北起大西洋卢瓦尔省和曼恩-卢瓦尔省，西临大西洋，南至滨海夏朗德省，东部及东南部与德塞夫勒省接壤。
与拉沙佩勒埃尔米耶接壤的市镇（或旧市镇、城区）包括：科埃克斯、维河畔莱吉永、艾泽奈、朗德维埃耶、马尔蒂内、圣于连德朗德。

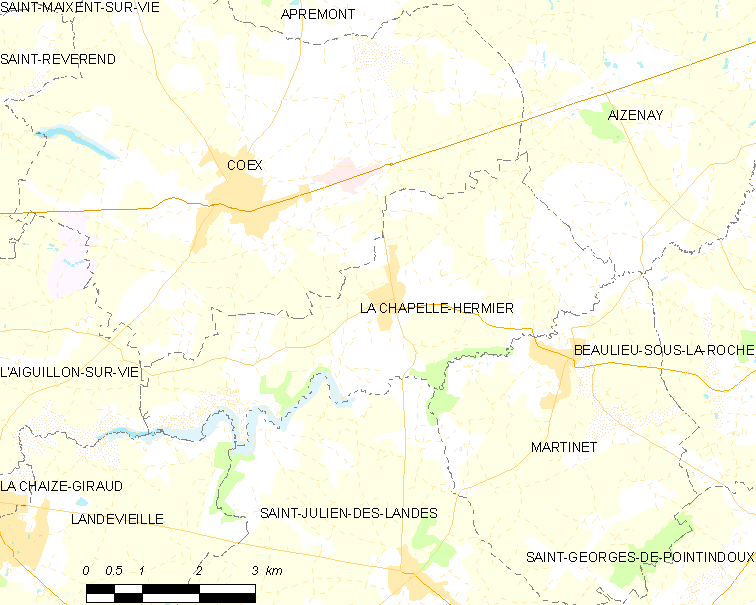
拉沙佩勒埃尔米耶的OSM定位图

拉沙佩勒埃尔米耶的时区为UTC+01:00、UTC+02:00（夏令时）。

## 行政
拉沙佩勒埃尔米耶的邮政编码为85220，INSEE市镇编码为85054。

## 政治
拉沙佩勒埃尔米耶所属的省级选区为塔尔蒙-圣伊莱尔县。

## 人口

1962-2008年间拉沙佩勒埃尔米耶人口变化图示

拉沙佩勒埃尔米耶于2022年1月1日时的人口数量为1083人。